# Ita Rina
Italina Lida “Ida” Kravanja (Divača, Eslovenia; 7 de julio de 1907-Budva, Montenegro; 10 de mayo de 1979), conocida en el mundo artístico como Ita Rina, fue una estrella del cine centroeuropeo e icono de belleza en los años veinte y treinta del siglo XX. Ida Kravanja fue una de las pocas eslovenas que tuvo éxito fuera de las fronteras de la antigua Yugoslavia y una de las primeras estrellas de cine en Alemania y en Checoslovaquia. En 1931 se retiró de su carrera casándose y cambiando su nombre por el de Tamara Đorđević.

## Biografía

### Inicios y carrera como modelo
Ita Rina nació el 7 de julio de 1907 en Divača (entonces Imperio Austrohúngaro, más tarde Yugoslavia, actualmente en Eslovenia), una pequeña localidad cercana a Trieste. Su nombre completo era Italina Lida Kravanja, y entre sus familiares era conocida como Ida Kravanja. Era la hija primogénita de Jožef y Marija Kravanja y tenía una hermana menor, llamada Dánica. El comienzo de la Primera Guerra Mundial los obligó a mudarse a Liubliana, donde su padre murió poco después, teniendo su madre que hacerse cargo ella sola de las hijas. Rina creció hermosa y aunque no era muy buena estudiante siempre soñó con llegar a ser una gran actriz. 
En octubre de 1926 la revista Slavic people organizó un concurso de belleza nacional para la elección de Miss Europa y Rina, con solo diecinueve años, entró en la competición. Después de conseguir el título de Miss Eslovenia, Rina viajó el 20 de diciembre de 1926 al evento final para la elección de Miss Yugoslavia en Zagreb, pese a que su madre se oponía. Llegó tarde a Zagreb y la comisión seleccionadora del concurso de belleza ya había proclamado una ganadora. Sin embargo, Marija Kravanja no pasó desapercibida a Alfred Miller, dueño del Balkan Palace, cinematógrafo de Zagreb, que inmediatamente mandó sus fotos al director alemán de cine Peter Ostermayer. Sin la aprobación de su madre, Rina se fue a Berlín.

### Carrera artística

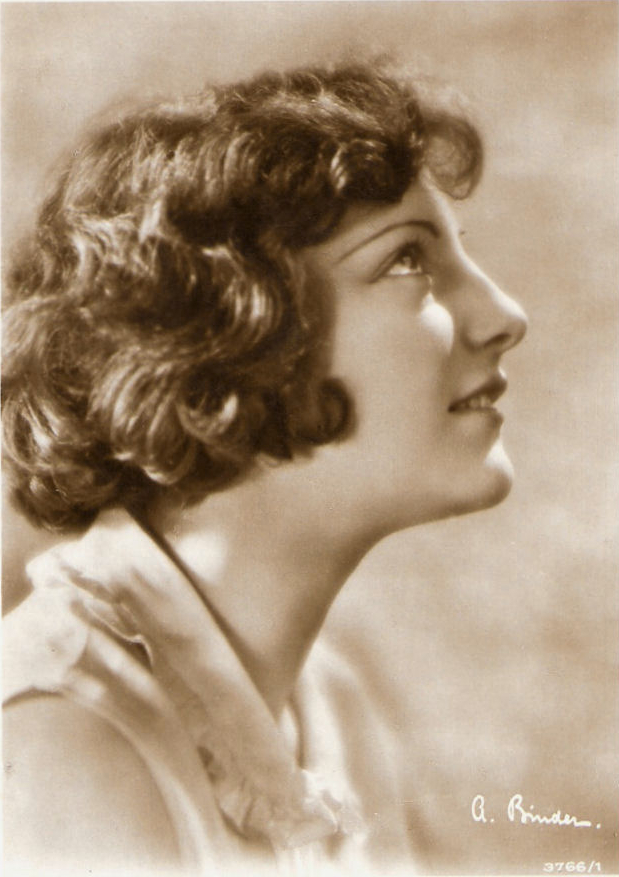
Ita Rina en 1928 o 1929

Rina llegó a Berlín en 1927 y no mucho después de la primera audición empezó a asistir a clases de interpretación, dicción, baile y otras disciplinas. Su debut en el cine tuvo lugar en 1927 con la película Was die Kinder ihren Eltern verschweigen, dirigida por Franz Osten. Posteriormente interpretó varios papeles secundarios, hasta que en 1928 se percataron de su talento durante el rodaje de la película Das letze Souper. En el mismo año (1928) Rina conoció a Miodrg Đorđević, su futuro esposo. Su gran éxito llegó al año siguiente con su primer papel de protagonista en la película Erotikon, producida por Gustav Machatý. A pesar de que la película, llena de escenas subidas de tono, provocó un escándalo entre las organizaciones cristianas, su éxito se daba por descontado y la controversia sobre la moralidad de la cinta se convirtió en la mejor publicidad para Rina.
En 1930 Rina protagonizó tres películas, entre ellas también la primera película sonora de producción checa, titulada Tonka Šibenice, en la que se labró, según muchos críticos, la mejor actuación de toda su carrera. Se casó con Miodrag Đorđević en 1931, cambió su confesión católica por la ortodoxa serbia y también su nombre, que a partir de entonces sería Tamara Đorđević. En 1931 también recibió una oferta de Hollywood que tuvo que rechazar debido a la oposición de su marido. Aunque anunció su retirada de la vida artística actuó hasta el comienzo de la Segunda Guerra Mundial. Su último estreno fue el thriller dramático Zentrale Rio.

### Matrimonio, años posteriores y muerte
Abandonó su carrera en el momento de mayor éxito al trasladarse a Belgrado y en 1940 dio a luz a su primer hijo, Milán. Después del bombardeo de Belgrado en 1941 la familia se marchó a Vrnjačka Banja, donde Rina dio a luz a su hija Tijana. En 1945 regresaron a Belgrado, donde le habían prometido varios papeles en películas yugoslavas que finalmente nunca se llevaron a cabo. Después de escribir una carta a Josip Broz Tito, Rina empezó a trabajar como asesora en Avala Film. A la gran pantalla regresó solamente una vez más, con la película Rat, de 1960, dirigida por Veljko Bulajić.
Ita Rina era asmática y para paliar esta afección se mudó en 1967 a la localidad costera de Budva (entonces Yugoslavia, actualmente Montenegro). Rina falleció el 10 de mayo de 1979 a causa de un ataque de asma. Fue enterrada días después en Belgrado, en presencia de numerosos artistas de cine, admiradores, amigos y familiares.

## Filmografía
| Año  | Título                                   | Papel                           |
| ---- | ---------------------------------------- | ------------------------------- |
| 1927 | Was die Kinder ihren Eltern verschweigen |                                 |
| 1927 | Zwei unterm Himmelszelt                  |                                 |
| 1928 | Der Tanzstudent                          |                                 |
| 1928 | Das letzte Souper                        | María                           |
| 1929 | Wilde Ehen                               |                                 |
| 1929 | Erotikon                                 | Andrea                          |
| 1929 | Frühlingserwachen                        | Ilse                            |
| 1929 | Hanba                                    | Marta Holanová                  |
| 1930 | Tonka Šibenice                           | Tonka Šibenice                  |
| 1930 | Der Walzerkönig                          | Seine Tochter                   |
| 1933 | Život teče dalje                         |                                 |
| 1933 | Das Lied der Schwarzen Berge             | Jela Gruić                      |
| 1935 | A zivot jde dál                          | Marie                           |
| 1937 | Die Korallenprinzessin                   | Anka, Vukowitsch' Pflegetochter |
| 1939 | Zentrale Rio                             | Chiquita Salieri                |
| 1960 | Atomic War Bride                         | Madre                           |